# Лев-Балка
Лев-Балка (укр. Лев-Балка) — село в Новомиргородской городской общине Новоукраинского района Кировоградской области Украины.
До 2020 года входило в Новомиргородский район
Население по переписи 2001 года составляло 36 человек. Почтовый индекс — 26015. Телефонный код — 5256. Код КОАТУУ — 3523886002.